# Lee Sze-wing
Lee Sze-wing (chinesisch 李思颖; * 5. Mai 2001) ist eine Radrennfahrerin aus Hongkong, die auf Straße und Bahn aktiv ist. Sie bezeichnet sich auch als „Ceci“.

## Sportlicher Werdegang
Lee betrieb zunächst Triathlon. Weil Radfahren dort ihre schwächste Disziplin war, betrieb sie zusätzliches Radtraining und wandte sich schließlich ganz dieser Sportart zu. Als Juniorin gewann sie 2018 und 2019 mehrere Titel in Straßenrennen und Einzelzeitfahren bei Hongkonger Mannschaften und Asienmeisterschaften. Ebenfalls noch als Juniorin gewann sie auf der Bahn die Hongkonger Meisterschaft im Scratchrennen vor Lee Wai-sze. Eine Bronzemedaille gewann sie bei den in den Oktober 2019 vorgezogenen Asienmeisterschaften 2020.
In den folgenden Jahren war der Wettbewerbsbetrieb infolge der Corona-Pandemie sehr eingeschränkt. Im September 2021 gewann Lee das Straßenrennen bei den Chinesischen Nationalspielen. Zu diesem Zeitpunkt studierte sie Gesundheitspädagogik an der Education University of Hong Kong. Ende 2022 siegte sie bei den chinesischen Meisterschaften im Omnium. 2023 war ihr bislang erfolgreichstes Jahr: Sie wurde Hongkonger Meisterin im Straßenrennen und gewann mehrere Medaillen bei Asienmeisterschaften und Asienspielen. Bei der Tour of Chongming Island fuhr sie mit der Hongkonger Nationalmannschaft erstmals in der UCI Women’s WorldTour. 2024 war sie erneut Hongkonger Meisterin im Straßenrennen. Bei den Olympischen Spielen 2024 wurde sie sowohl für das Straßenrennen als auch für den Omnium nominiert; im Straßenrennen kam sie auf den 66. Platz, im Omnium auf den 20. Rang.
Bei den Asienmeisterschaften 2025 gewann Lee im Scratch ihren ersten Titel als Asienmeisterin.
Lee vertrat Hongkong wiederholt bei Straßen- und Bahn-Weltmeisterschaften. In einem Interview beklagte sie, wenig Zeit in ihrer Heimatstadt verbringen zu können, weil sie wegen des dort herrschenden Verkehrs meist in anderen Regionen Chinas trainieren müsse.

## Erfolge

### Straße
2018
 Hongkonger Meisterin – Straßenrennen (Junioren)
 Asienmeisterschaften – Einzelzeitfahren (Junioren)
2019
 Hongkonger Meisterin – Straßenrennen, Einzelzeitfahren (Junioren)
 Asienmeisterin – Straßenrennen (Junioren)
 Asienmeisterschaften – Einzelzeitfahren (Junioren)
2023
 Hongkonger Meisterin – Straßenrennen
2024
 Asienmeisterschaften – Mixed-Staffel
 Hongkonger Meisterin – Straßenrennen
2025
 Asienmeisterschaften – Straßenrennen, Mixed-Staffel
Nachwuchswertung Tour of Thailand

### Bahn
2019
 Hongkonger Meisterin – Scratch
2020
 Asienmeisterschaften – Omnium (Okt. 2019)
2022
 Chinesische Meisterin – Omnium
2023
 Asienmeisterschaften – Omnium
 Asienmeisterschaften – Scratch
 Asienspiele – Omnium, Madison (mit Yang Qianyu)
 Asienspiele – Mannschaftsverfolgung (mit Yang Qianyu, Leung Bo Yee und Leung Wing Yee)
2024
 Asienmeisterschaften – Scratch, Ausscheidungsfahren
 Asienmeisterschaften – Omnium, Madison (mit Leung Wing Yee)
 Hongkonger Meisterin – Omnium
2025
 Asienmeisterin – Scratch
 Asienmeisterschaften – Omnium, Ausscheidungsfahren, Madison (mit Leung Wing Yee)
 Asienmeisterschaften – Mannschaftsverfolgung (mit Leung Bo Yee, Leung Wing Yee und Yuan Qianyu)